# Eleonore Baur
Eleonore Baur, född Mayr, kallad Schwester Pia, född 7 september 1885 i Kirchdorf bei Bad Aibling, död 18 maj 1981 i Oberhaching, var en tysk sjuksköterska och nazist. Hon var den enda kvinnan som deltog i Adolf Hitlers ölkällarkupp i november 1923 och mottog Blodsorden.
Baur tjänstgjorde som sjuksköterska under första världskriget och vårdade medlemmar ur Freikorps Oberland i samband med kuvandet av Bayerska rådsrepubliken. Hon blev en tongivande person i nazistpartiet under dess tidiga år i början av 1920-talet. Hon gjorde sig känd som fanatisk nazist och dekorerades med en rad utmärkelser, däribland Schlesiska örnens orden och Baltiska korset.
Baur var gift och skild två gånger. Hon fick 1905 en son som blev bokförläggare och kulturfunktioner i Tredje rikets tjänst men som stupade 1945.

### Webbkällor
- ”Gestorben: Eleonore Baur”. Der Spiegel. 1 juni 1981. Arkiverad från originalet den 11 juli 2013. https://www.webcitation.org/6I2bgcxav?url=http://www.spiegel.de/spiegel/print/d-14336823.html. Läst 11 juli 2013.